# Boleslav Bárta
Boleslav Bárta (14. srpna 1929 Rozhraní – 31. května 1991 Budmerice) byl československý psycholog, po sametové revoluci počátkem 90. let poslanec Sněmovny lidu Federálního shromáždění, bojovník za moravskou autonomii a první předseda Hnutí za samosprávnou demokracii – Společnosti pro Moravu a Slezsko. Pod jeho vedením v letech 1990–1991 dosáhlo moravské hnutí největších úspěchů a dodnes je uctíván jako jedna z nejvýraznějších osobností moravského hnutí. Politická strana Moravané organizuje každoročně shromáždění u hrobu Boleslava Bárty k uctění jeho památky.

## Život a kariéra
Své dětství prožil v Šebetově na Boskovicku, kde také získal základní vzdělání. V roce 1940 se celá rodina přestěhovala do Brna a zde začal navštěvovat gymnázium, které však od septimy dokončoval v Bruntále.
Krátce po maturitě ztratil otce a od tohoto okamžiku se sám staral o svou rodinu. Při studiu na Filosofické fakultě Masarykovy university v Brně, kde si vybral jako odbornost psychologii s průvodním oborem filosofií, absolvoval první dva roky tak, že pracoval jako dělník, převážně na noční směny, v tehdejších Závodech Jana Švermy. Ve třetím roce studia dostal místo jako pomocná síla Psychologického ústavu Filosofické fakulty, které zastával až do ukončení studia v roce 1952. Po absolvování Filosofické fakulty nastoupil místo klinického psychologa ve Státní psychiatrické léčebně v Kroměříži a současně byl na Psychologickém ústavu FF v Brně ustaven asistentem pro psychologii na čtvrtinový úvazek. Po složení rigorózní zkoušky z psychologie a z pedagogiky byl v roce 1953 promován doktorem filosofie.
V roce 1953 bylo za vedení Boleslava Bárty zřízeno v Psychiatrické léčebně v Kroměříži moderní spánkové oddělení s podmíněně reflexním a hypnotickým navozováním spánku. V roce 1958 založil v Brně Dětskou psychologickou poradnu, v roce 1967 přejmenovanou na Psychologickou výchovnou kliniku. V roce 1971 dokončil habilitační práci z psychologie, ale titul docenta mu byl následně upřen. Za normalizace v roce 1971 byl Boleslav Bárta přinucen vzdát se místa vysokoškolského učitele na Filosofické fakultě a roce 1973 byl odvolán z funkce ředitele Psychologické výchovné kliniky v Brně. Posléze byl přinucen zcela toto pracoviště, které zbudoval, opustit.
Od roku 1970 nesměl publikovat a dokonce byl mnohokrát nucen, aby se vzdal autorství některých svých metod, které pro děti s těžkým postižením vytvořil. Nesměl se zúčastnit žádných odborných seminářů a konferencí. Mnohokrát byl zván evropskými universitami k přednáškám, režim mu však zabránil v jakémkoliv výjezdu do ciziny.
Trpěl těžkou ischemickou chorobou srdeční. Prodělal tři infarkty, z nichž při jednom v roce 1980 prožil klinickou smrt. V roce 1990 byl plně rehabilitován, jeho zdraví však již bylo značně podlomeno. Na setkání představitelů politických stran a předsednictev národních rad v Budmericích na Slovensku 31. května 1991 jej zastihl po projevu poslední, těžký srdeční záchvat, který i přes rychlou lékařskou pomoc nepřežil. Ve svých vzpomínkách tuto událost popisuje tehdejší poslanec FS a historik Emanuel Mandler: „Když skončil svůj projev, usedl a – umřel. Poznal jsem to až po jisté době. Bylo mi totiž podivné a nepříjemné, že jeho hlava spočinula na mém rameni. Odtáhl jsem se na druhou stranu a poslanec Bárta se skulil na zem. Už ho nevzkřísili.“ V televizním vysílání to oznámil prezident republiky Václav Havel. Poslední rozloučení s Boleslavem Bártou se konalo 11. června 1991 v Janáčkově divadle v Brně. Rozloučit se přišlo několik tisíc lidí. Poslankyně Gerta Mazalová (HSD-SMS) položila na jeho rakev trnovou korunu.

## Politická činnost
Boleslav Bárta pracoval nejen vědecky, významně se angažoval i společensky. Od svých studentských let se hluboce zajímal o historii Moravy a nesmírně ho trápil zánik Země moravskoslezské jako takové, když bylo v roce 1949 ustanoveno krajské zřízení, které nerespektovalo historické hranice.
Události pražského jara 1968 přinesly naději na změnu. Boleslav Bárta se stal jedním z čelných představitelů Společnosti pro Moravu a Slezsko a vynakládal obrovské úsilí pro vytvoření samosprávy Moravy a Slezska v rámci československého státu. Tyto snahy utnula invaze vojsk Varšavské smlouvy do Československa v srpnu 1968 a vznik národnostní dvojfederace. Boleslav Bárta byl za své myšlenky a přesvědčení komunistickým režimem perzekvován.
Po sametové revoluci stanul v čele obnovené Společnosti pro Moravu a Slezsko. K jejímu znovuzrození došlo ke dni 5. ledna 1990 otevřením sekretariátu na Měnínské ulici v Brně. Během krátké doby dokázal motivovat velké množství lidí, kteří se následně angažovali ve snaze o obnovení moravské samosprávy. Boleslavu Bártovi nicméně nikdy nešlo o rozbití Československa, sám byl velkým zastáncem trojfederace. Před volbami v roce 1990 se stal prvním předsedou nově vzniklého Hnutí za samosprávnou demokracii – Společnosti pro Moravu a Slezsko (HSD-SMS). K zaregistrování politické strany bylo třeba deset tisíc podpisů. V průběhu několika dní však právoplatných bylo na 47 tisíc a další přicházely. Strana získala ve Federálním shromáždění ČSFR 16 poslanců v každé ze sněmoven a 22 poslanců v České národní radě.
Ve volbách roku 1990 zasedl Bárta za HSD-SMS do Sněmovny lidu (volební obvod Jihomoravský kraj). Ve Federálním shromáždění setrval do své smrti roku 1991.
Již v létě 1990 spolunavrhl Federálnímu shromáždění za HSD-SMS během projednávané novely československé ústavy roku 1960 a ústavního zákona o československé federaci z roku 1968, aby byl název České republiky změněn na "Českomoravskou republiku" a parlament z České národní rady na "Českomoravskou národní radu, z níž se na základě dělby zákonodárné moci a dělby práce vydělují sněm Země české a sněm Země moravskoslezské". Toto zemské uspořádání České republiky mělo být předstupněm k realizaci koncepce trojdílné Československé spolkové republiky.

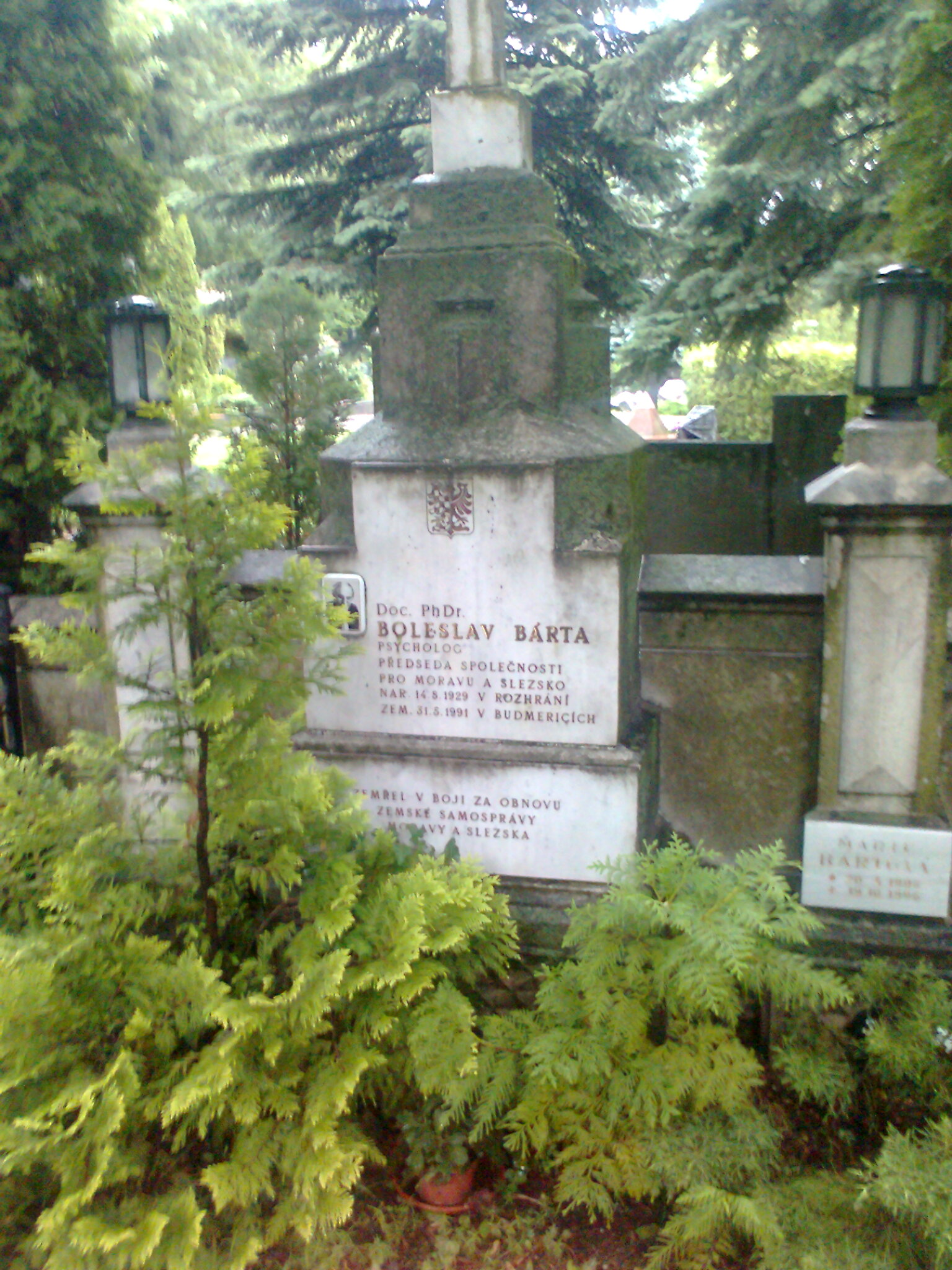
Hrob Boleslava Bárty na Ústředním hřbitově v Brně s epitafem "Zemřel v boji za obnovu zemské samosprávy Moravy a Slezska"

Hnutí HSM-SMS na podzim 1990 procházelo první vlnou vnitřních sporů. 17. října 1990 totiž Stanislav Devátý označil Bártu za agenta StB. Tři poslanci hnutí se pak postavili proti svému předsedovi, většina hnutí ale za Bártou nadále stála a kritici byli 27. října 1990 zbaveni práva jednat jménem HSD-SMS. V následných komunálních volbách v roce 1990 HSD-SMS relativně uspělo. Bártovi stoupenci při obhajobě svého předsedy poukazovali na to, že v době totality byl sám komunistickou tajnou policií sledován a bývalým režimem pronásledován.
Na podzim 1990 hnutí HSD-SMS naznačilo odchod z vládní koalice (dosud se podílelo na české vládě), finální verdikt v tomto ohledu vynesl poslanecký klub v únoru 1991. Na konci března 1991 došlo v HSD-SMS k dalšímu rozkolu a poslanecký klub se rozpadl na dvě skupiny. Bárta pak zasedal v klubu Hnutí za samosprávnou demokracii – Společnost pro Moravu a Slezsko 2.
Bárta si uvědomoval, že ochota centrální vlády vyhovět požadavkům moravského hnutí se zmenšuje. Proto začal organizovat moravské kulaté stoly všech politických stran působících na Moravě včetně komunistů. Dohodli se, že budou bez ohledu na svá různá politická stanoviska v Praze společně hájit zájmy Moravy. Tato stanoviska byla na počátku roku 1991 podporována také masovými demonstracemi v moravských městech (Brno, Olomouc, Ostrava) organizovanými HSD-SMS, které vyvrcholily 29. 4. 1991 protestním pochodem Moravanů Prahou. Dále se mu podařilo zorganizovat společné setkání zástupců všech slovenských politických stran, kromě Verejnosti proti násiliu a Komunistické strany Slovenska, kteří podepsali 9. března 1991 společné prohlášení, že Moravany, považují "za moderní státotvorný národ, schopný samostatně si hospodařit na svém vlastním území a samostatně si rozhodovat o svém vlastním osudu". V té době také poprvé od roku 1990 poklesly na Moravě a ve Slezsku volební preference Občanského fóra na 2. místo s 20 % (v Čechách 30 %) a vedení se ujalo HSD-SMS Boleslava Bárty s 27 % možných hlasů.
Velké naděje vkládal do setkání představitelů politických stran a předsednictev národních rad v Budmericích na Slovensku. Zde ho však na konci diskusního vystoupení, kdy hovořil zejména o výsledcích Sčítání lidu z března 1991, ve kterém se spontánně přihlásilo k moravské národnosti více než 1,3 milionu obyvatel, zastihl těžký srdeční záchvat, na jehož následky zemřel. Po jeho smrti se začaly na Moravě objevovat plakáty s nápisem: Člověka jste zabili, Moravu nezabijete!
Ve Federálním shromáždění ho nahradil na poslaneckém postu Jiří Adámek. V čele Hnutí za samosprávnou demokracii – Společnosti pro Moravu a Slezsko ho vystřídal Jan Kryčer.
Bártova smrt značně zkomplikovala politické snahy moravského hnutí, které za něj nenašlo adekvátní náhradu.